# Wiener Gansel

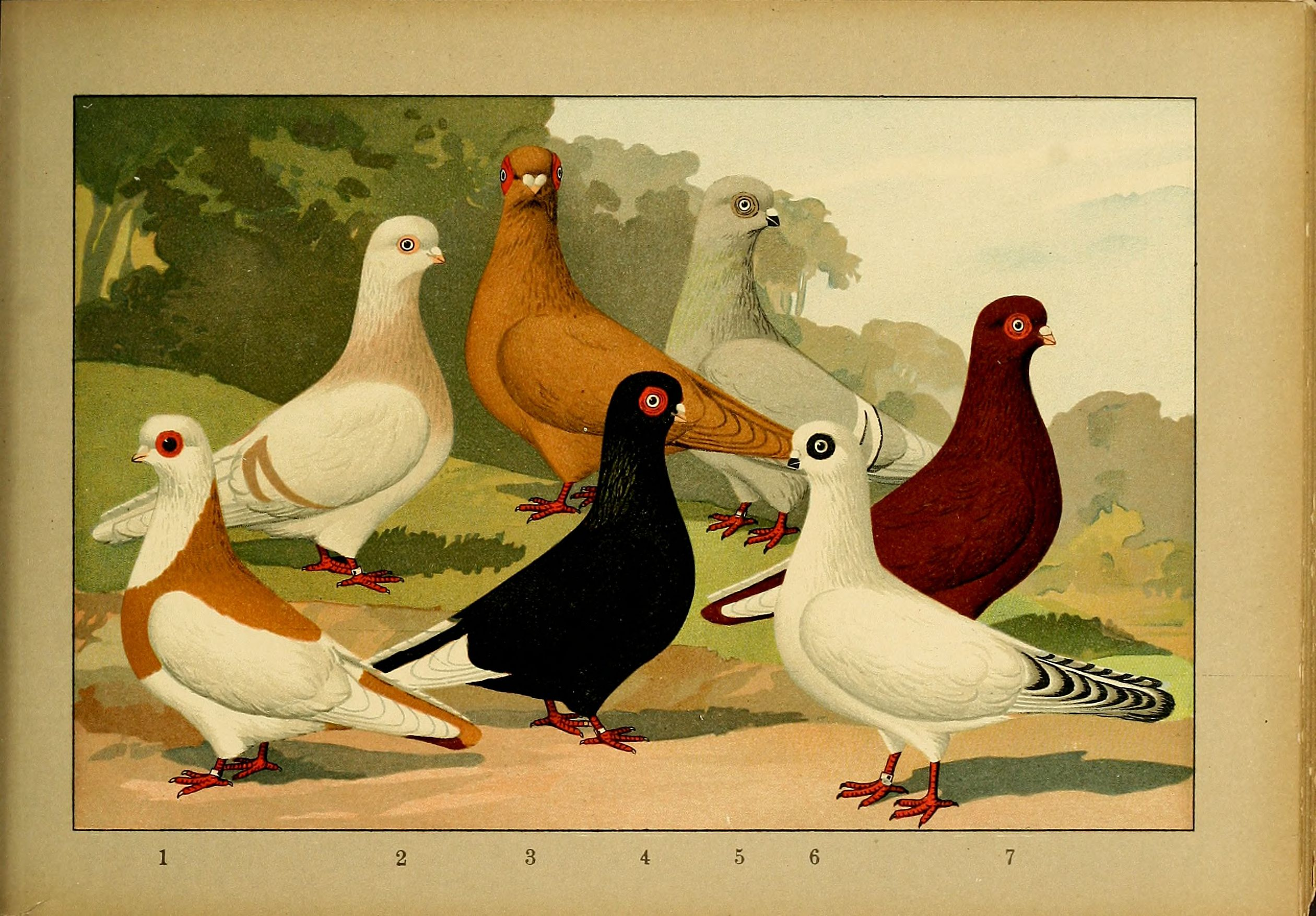
Wiener Gansel im Illustrierten Prachtwerk sämtlicher Taubenrassen von Emil Schachtzabel, dem ersten Deutschen Rassetaubenstandard von 1906.

Die Wiener Gansel ist eine Haustaubenrasse und gehört zur Gruppe der Tümmlertauben.

## Herkunft
Die Wiener Gansel, auch Wiener Fluggansel, früher Wiener Blaugansel-Tümmler genannt, kommt aus Österreich.
Sie ist eine der ältesten Varianten der Wiener Flugtaube (Wiener Hochflieger). „Gansel“ oder „Gansl“ ist der in Wien gebräuchliche Ausdruck für die Gans. Der Name dieser kurzschnäbeligen Wiener Taubenrasse weist auf die Zeichnung der gescheckten Pommerngans hin, an die ihre Färbung erinnert. Die lange Zuchtgeschichte dieser Rasse ist auch mit Stopfpräparaten im Naturhistorischen Museum Wien gut dokumentiert. In der Sammlung gibt es Exemplare, die Kaiser Franz I. besessen hatte.

## Aussehen
Die Wiener Gansel hat einen kleinen gedrungenen Körper mit einem würfelähnlichen Kopf mit kurzem dicken Schnabel. Dieser ist hell und hat glatte Warzen. Sie hat große dunkle Augen mit roten Augenrändern. Der gedrungene Körper ergibt sich aus der breiten Brust und dem kurzen Rücken. Die Flügel sind ebenfalls kurz und liegen auf dem Schwanz auf. Die Beine sind kurz und kräftig. Sie sind unbefiedert, die Zehen haben helle Nägel. Das Gefieder ist breitfahnig und liegt gut an.

## Farbenschläge
Die Wiener Gansel gibt es in Schwarz, Rot, Gelb, Blau, Silber und Blaugehämmert.
Sie hat die sogenannte „Ganselzeichnung“: Der Kopf, Vorderhals, Latz, Bauch, Rücken und Flügel sind weiß.
Farbig sind der Hinterhals, die unteren Halsseiten, Brust, Schultern und der Schwanz. Weiße Federn im Keil sind erlaubt.